# Latvia International 2016
Die Latvia International 2016 im Badminton fanden vom 2. bis zum 5. Juni 2016 in Jelgava statt.

## Sieger und Platzierte
| Disziplin    | Gold                            | Silber                                   | Bronze                                 |
| ------------ | ------------------------------- | ---------------------------------------- | -------------------------------------- |
| Herreneinzel | Toma Junior Popov               | Kasper Lehikoinen                        | Iikka Heino                            |
| Herreneinzel | Toma Junior Popov               | Kasper Lehikoinen                        | Kyrylo Leonov                          |
| Dameneinzel  | Elena Komendrovskaja            | Alesia Zaitsava                          | Lydia Jane Powell                      |
| Dameneinzel  | Elena Komendrovskaja            | Alesia Zaitsava                          | Flore Vandenhoucke                     |
| Herrendoppel | Andrei Ivanov Anton Nazarenko   | Vladimir Nikulov Artem Serpionov         | Fabien Delrue Tom Rodrigues            |
| Herrendoppel | Andrei Ivanov Anton Nazarenko   | Vladimir Nikulov Artem Serpionov         | Mykola Martynenko Sergey Don           |
| Damendoppel  | Ksenia Evgenova Maria Shegurova | Anastasiya Cherniavskaya Alesia Zaitsava | Ekaterina Bolotova Anastasiia Semenova |
| Damendoppel  | Ksenia Evgenova Maria Shegurova | Anastasiya Cherniavskaya Alesia Zaitsava | Ekaterina Kut Daria Serebriakova       |
| Mixed        | Thom Gicquel Léonice Huet       | Dmitrii Riabov Maria Shegurova           | Vladimir Nikulov Daria Serebriakova    |
| Mixed        | Thom Gicquel Léonice Huet       | Dmitrii Riabov Maria Shegurova           | Artem Serpionov Elena Komendrovskaja   |